# Crepidacantha parvipora
Crepidacantha parvipora är en mossdjursart som beskrevs av Ferdinand Canu och Ray Smith Bassler 1930. Crepidacantha parvipora ingår i släktet Crepidacantha och familjen Crepidacanthidae. Inga underarter finns listade i Catalogue of Life.